# 光触媒
光触媒（ひかりしょくばい、英: photocatalyst）は、光を照射することにより触媒作用を示す物質の総称である。また、光触媒作用は光化学反応の一種と定義される。
通常の触媒プロセスでは困難な化学反応を常温で引き起こしたり、また化学物質の自由エネルギーを増加させる反応を起こす場合がある。天然の光触媒反応として光合成が挙げられるが、人工の化学物質を指すことが多い。英語で光触媒の作用は photocatalysis と呼ばれる。
大谷文章は『光を照射したときに起こる反応において，光を吸収する物質が反応前後で変化しない場合』を広義の光触媒反応と定義している。

## 歴史
歴史的に日本で光触媒という用語が最初に用いられたのは飯盛里安のフェリシアン化カリウムの光反応に関する二つの論文（1915年）である。二つ目の論文で述べられている反応機構は広義の光触媒反応に相当する。 
光触媒効果について述べられた最初期の記述は1911年に遡る。ドイツの化学者アレクサンダー・アイブナー（ドイツ語: Alexander Eibner）博士が、酸化亜鉛 (ZnO) に照光すると濃青色の色素プロイセン・ブルー (Prussian blue) の漂白が起こる現象についての研究において、光触媒の概念を用いた。同年にBruner and Kozakはウラニル塩の存在下で光を照射すると起こるシュウ酸の劣化について議論した論文を発表した。1913年には、Landauは光触媒現象を説明する論文を発表した。この理論は光化学反応における光量子束を決定する基礎となる感光計測法の開発につながった。。1921年には、Baly et. al は可視光線の下で水酸化鉄とコロイド状ウランを触媒とするホルムアルデヒドの生成についての論文を発表した。1938年になって、Doodeve and Kitchenerが安定性が高く毒性のない酸化物TiO2が、酸素の存在下で染料を漂白するための光増感剤として働くことを発見した。これは、TiO2によって吸収された紫外線がその表面で活性酸素種の生成を導き、光酸化を通じて有機化学的なしみを生じる現象である。これは不均一系光触媒（反応物と触媒の相が異なる）の根源的な性質が観察された最初の事例である。
その後25年以上、実用性のある応用が見つからなかったことから、研究者の関心は薄れ光触媒の研究は停滞した。1964年になって、V.N. FilimonovはZnOおよびTiO2からのイソプロパノールの光酸化に関して研究成果を発表した。また同時期に、Kato and Mashio (1964)、Doerffler and Hauffe (1964)、そしてIkekawa et al. (1965) は、ZnO発光からの二酸化炭素と有機溶媒の酸化／光酸化の研究成果を発表した。1970年、Formenti et. alおよびTanaka and Blyholdeは、様々なアルケンの酸化と亜酸化窒素 (N2O) の光触媒による腐食を観察した。
1972年、本多健一と藤嶋昭は酸化チタンTiO2と白金の電極の間で水の電気化学的光分解が発生していることを発見した。この現象では、紫外線が電極に吸収され白金電極（陰極：酸化側）から酸化チタン電極（陽極：還元側）へ電子が流れ、水素の生成が陽極で発生する。これは、有用な物質である水素を効率的に生成することができるため、大きな成果となった。この研究結果は、さらなる光触媒の発展を促した。1977年、Nozikは電気化学的光分解の過程で貴金属（白金や金など）を組み込むと感光性が増大し、外部は必要としないことを発見した。さらに、Wagner and Somorjai (1980)およびSakata and Kawai (1981) はチタン酸ストロンチウム (SrTiO3) の表面で光生産を通じて水素の生成が起こること、そしてTiO2とPtO2の照光からエタノール中で水素とメタンの生成が起こることを発見した。

## 酸化チタン
代表的な光触媒活性物質として、酸化チタンが知られている。現在、実用化されている光触媒はこれと酸化タングステンだけである。

### 性質
酸化チタン光触媒は紫外光を吸収したとき、大きく分けて2つの機能を発現する。
1. 強い酸化還元作用
酸化チタンの価電子帯の電子が紫外光で伝導帯に励起されると、その電子は比較的還元力の強いものとなる。他方、非常に酸化力の強い正孔も生成される。従って、酸化チタンに適切な助触媒を組み合わせれば、水を酸素と水素イオンに酸化、また同時に水を水素と水酸化物イオンに還元するほどの酸化還元能を示す。つまり、水を酸素と水素に分解できる。このため本多・藤嶋の発見以来、工学的な応用として酸化チタンを利用した水から水素を得る研究がなされている。これは、太陽の光エネルギーから水素というクリーンエネルギーが生成されることを意味し、夢のエネルギー循環サイクルといわれている。しかし現状では効率が低く（後述）、大規模な製品化には至っていない。
酸化チタンの応用例として、酸化作用を利用した有害物質の分解などもある。ただし有害物質の処理に関しては、他の処理技術のほうが効率や処理できる量の面で優れている場合が多い。そのため、酸化チタンを用いる手法では、有害物質の処理が光照射だけで済むという特長を生かした応用が行われている。たとえば病院の手術室の壁・床を酸化チタンでコーティングすることで、ブラックライト（紫外光ランプ）を照らすだけの容易な殺菌処理が可能となる。この応用は既に製品化されており、一部の病院で利用されている[注 1]。
また応用として色素増感太陽電池と呼ばれる太陽電池も作られている。
2. 超親水作用
超親水性を示す作用は、ガラスの防曇加工技術として既に応用されている。自動車のバックミラーや道路のミラー等を酸化チタンでコーティングしておけば、水がはねついても表面で水滴とはならず、そのまま流れ落ちる。そのため雨天時の視認性が大幅に向上する。また油性の汚れ[注 2]が全く定着せず、雨などで定期的にこのような水が流れることにより、表面が洗浄され、いわゆるセルフクリーニング作用をもつ。このセルフクリーニング作用は、既にビル外壁やテントシートおよび住宅用窓ガラスや視線誘導標などへ応用されている。

#### 機構
酸化チタンに似た電子構造を持つ物質が他にも数多く存在するなかで、なぜ酸化チタンに顕著な光触媒活性が見られるかは未知の部分が多く、この解明に向けて多くの研究が行われている。特に表面活性種としてのスーパーオキシドアニオン・ヒドロキシルラジカルの関与、表面酸素欠陥の役割などが議論されている。しかし、いずれも断片的な実験事実からの推測の域を得ず、いまだに統一的なシナリオは描かれていない。超親水作用についても、酸化チタンの酸化作用によって表面に吸着した疎水性有機物が分解された影響なのか、それとも酸化チタン表面自体に何らかの化学変化が起こっているのか、研究者の見解は分かれたままである。

#### 課題と展望
特に純粋な酸化チタンは無色透明な粉末であり、ルチル型二酸化チタンの場合吸収する光の波長のピークは380 nm以下の紫外領域にある。そのため太陽光や白熱灯・蛍光灯など通常の生活空間における光源では、そのごく一部しか光触媒反応に寄与していない。しかしこれは酸化チタンが可視光を吸収するようにすれば、飛躍的に性能向上が期待できることも意味している。可視光応答化の技法の代表的なものは、少量の不純物を加えるもので、ドープ（ドーピング）と呼ばれる。さまざまな物質がこれまでにドープされている。その中には可視光での光触媒活性を持つものも報告されている。しかし同じ物質のドーピングでも生成手法によって特性が大きく変化するなど、その機構は不明な点が多い。

### 研究開発の経緯
藤嶋昭は大学院生の頃、コピー機用の新たな感光材料の基礎研究を行っていた。硫酸ナトリウム(Na2SO4)水溶液中で酸化亜鉛(ZnO)や硫化カドミウム(CdS)などの酸化物半導体や硫化物半導体を一方の電極とし、もう一方を白金電極とした回路を作製し、そこに光を当てると電流が流れる現象が知られていた。この現象は酸化亜鉛が溶解することで電流が流れるのだろうと予測されていた。他の酸化物半導体ではどうだろうかと考えていた時に、偶然入手できた酸化チタンの単結晶を一方の電極とし、もう一方を白金としてキセノンランプの光を当てる実験を試みた。すると両方の電極から泡が生じており、酸化チタンからは酸素が、白金からは水素が出ていた。その後数日光を当て続けても酸化チタンは一向に溶解していないことが判明し、このときはじめて光によって水を酸素と水素に分解出来ていることが判った。
この実験を元に、1972年（昭和47年）、東京大学の本多健一と藤嶋昭は、酸化チタンを用いた水の光分解に関する論文をネイチャー誌に発表した。これは粉末状の酸化チタンを水中に入れ、光を当てると、水素と酸素に分解され、それぞれの気泡が発生するというものだった。この現象は、発見者の名前を取って「本多-藤嶋効果」と呼ばれる。

#### 最新の研究成果
1. 光触媒効果に用いる光の波長
現在は、酸化チタンに窒素などをドープしたり異種金属をイオン注入することにより紫外線だけでなく、400-600nmの可視光で作用する光触媒が開発されている。可視光が使えることで、応用範囲が広がると期待できる。
（参考）紫外線は波長380nm以下。可視光は波長380-780nm（紫～青色：380-490nm、緑-黄色：490-600nm、橙-赤色：600-780nm）。400-600nmは紫色-橙色の可視光に相当する。
2. 光触媒のバインダー
光触媒のバインダーとしては有機のもの以外に、無機のものも開発されており、水性のものも開発されている。

### 応用事例1 ：光触媒ガラス
光触媒機能を外面に付加した（光超親水化機能）極めて汚れにくいセルフクリーニングガラス。
============================
超親水化作用のある光触媒ガラスには、
①水をかけない。そうしておくと、比較的きれいなまま維持できる。汚れにくさは「防汚指数」という評価指数で比較して、通常のガラスと比べて歴然の差がある。
②散水するなら、高圧洗浄機などの非常に勢いの強い水をかけて、表面の汚れごと吹き飛ばすようなことをしなければならない。
③中途半端に水をかけてしまうと、余計に汚れが目立つようなことも場合によってはあり得るかもしれない。そういった場合は、水膜が乾いてしまう前に即座に比較的品質の良いワイパーをかける必要がある。ワイパーをかけるだけで洗剤を使わなくて良いので、簡単で環境にも優しい。
外(そと)水道などを用いた散水を行うと、ただちにワイパーをかけるだけで洗剤を使うことなく、ガラス表面の汚れを簡単に落とすことができる。水が全面に行きわたり、散水後に水滴を残しにくいので、窓ガラスの塩害に悩む海辺の建物の窓にも向く。散水と即時ワイパーだけで洗剤を必要としないので環境にも優しい。水の接触角がほぼ０°の時に散水すると虹色現象が観測できる。光触媒のガラスシーリング剤やサッシビードには親水性を阻害しないウレタンゴムを推奨する。光触媒の膜厚を調整することで光分解活性や光超親水化作用を適宜調整することができる。光分解活性が高い設定では、散水だけで汚れが落ちる場合が稀にある。反応の起動力は太陽からの紫外線なので現象を確認するには晴天時に時間を置くなど、ガラス表面の積算紫外線照射量に配慮する必要がある。

### 応用事例2 ：光触媒エアフィルター
エアコンのフィルターに光触媒をつけて光を照射することにより自動的にフィルターのほこりの汚れを落とす製品が開発されている。

### 発がん性
世界保健機関は、酸化チタンには「発がん性の可能性がある」と指摘している。特に粉塵に関しては、疎水性の微粒子が肺に与える影響が懸念されており、光触媒の効果を得るために外壁などに塗布する際には、注意が必要である。
IARC は、発がん性に関してグループ3（ヒトに対する発癌性が分類できない）に分類していたが、2006年にグループ2B（人に対して発がん性がある可能性があるもの）に変更している。妊娠中のマウスに皮下注射された酸化チタン(IV)ナノ粒子が、胎児の未発達な血液脳関門や精巣関門を通過して脳や精巣に到達し、機能低下を引き起こしたという報告もある。
2020年2月18日、欧州連合は、危険有害化学品の分類、表示、包装に関する規制をとりまとめるCLP規則において、酸化チタンを発がん分類区分2（吸入）に分類する旨の官報を公布した。2021年10月1日を適用開始日としており、1％を超えて酸化チタンを含有する製品には、特定の警告表示及びラベル表示が必要となる。

## 有効性と表示問題
2019年7月4日、消費者庁は、光触媒を利用して花粉の除去や分解する機能を謳うマスクを製造していた製薬会社など4社に対し、根拠がなく不当景品類及び不当表示防止法に違として再発防止措置や対策を講じるよう措置命令を出した。これに対し、同年10月1日、大正製薬は処分を不服として消費者庁に審査請求を行っている。